# Revolta arabă
Revolta arabă (1916–1918) (în limbile arabă: الثورة العربية, Al-Thawra al-`Arabīya, turcă: Arap İsyanı) a fost o rebeliune inițiată de șeriful Hussein bin Ali cu scopul câștigării independenței de sub jugul Imperiului Otoman și crearea unui stat arab unificat care s-ar fi întins de la Alep (Siria) până la Aden (Yemen).

## Contextul general
Naționalismul în Imperiului Otoman își are rădăcinile la începutul secolului al XIX-lea. Naționalismul arab își are originile în Mashriq (teritoriile arabe din Egipt), în particular în regiunea Sham (Levantul). Orientarea politică a naționaliștilor arabi în anii de dinaintea izbucnirii primei conflagrații mondiale era în general una moderată. 
Revoluția Junilor Turci izbucnită pe 3 iulie 1908 a cuprins rapid întregul imperiu, ceea ce a făcut ca sultanul să anunțe restaurarea constituției din 1876 și reconvocarea parlamentului. această perioadă este cunoscută ca „A doua eră constituțională”. Cererile arabilor vizau o serie de reforme, limitate în general la o autonomie crescută, la creșterea rolului limbii arabe în educație și schimbarea politicii de recrutare în armata imperială pe timp de pace. La alegerile din 1908, Junii Turci au câștigat prin organizația înființată de ei, Comitetul Unității și Progresului (CUP), majoritatea mandatelor parlamentare, în defavoarea grupului rival condus de Prens Sabahaddin. Comitetul Unității și Progresului avea o orientare mai liberală, puternic influențată de britanici și era mai apropiată de politica sultanului. Noul parlament avea 142 de deputați turci, 60 arabi, 25 albanezi, 23 greci, 12 armeni, 5 evrei, 4 bulgari și 1 vlah. Deputații CUP au pus un accent sporit în activitatea lor parlamentară pe centralizare și programele de modernizare. În acel moment, naționalismul arab nu era încă o mișcare de masă, nici măcar în Siria, unde se manifesta cu mai multă forță. Mulți arabi erau loiali în primul rând comunității lor religioase sau tribului lor. Otomanismul și Panislamismul erau competitori puternici ai naționalismului arab. 
Parlamentarii arabi au sprijinit Contralovitura de stat din 1909, care a avut ca scop renunțarea la monarhia constituțională și restaurarea monarhiei lui Abdul Hamid al II-lea.  Sultanul detronat a încercat să restaureze Califatul și să pună capăt politicilor seculare ale Junilor Turci. În schimb, el a fost exilat în Selanik și a fost înlocuit pe tron de fratele lui Mehmed al V-lea Reșad.
În 1913, intelectualii și politicienii din Mashreq-ul arab s-au întâlnit la Paris la primul Congres al Arabilor. Ei au cerut o mai largă autonomie în cadrul Imperiului Otoman și au reiterat cererea ca tinerii recruți arabi să-și satisfacă serviciul militar în regiunile de baștină în timp de pace. 

## Forțele
Se estimează că forțele arabe care s-au implicat în revoltă au numărat aproximativ 5.000 de soldați. Acest număr se referă la forțele regulate arabe, care au luptat alături de armata Aliaților, nu și la efectivele forțelor neregulate de sub comanda lui Lawrence al Arabiei sau lui Feisal. În mai multe rânduri, în special în fazele finale ale luptelor din Siria, aceste efective au crescut în mod considerabil. Atunci când luptele se desfășurau în regiunile lor, numeroși arabi se alăturau Revoltei, pentru a le părăsi de îndată ce conflictul se depărta de locurile lor de baștină. În timpul raidului de la Aqaba de exemplu, forțele arabe au numărat inițial numi câteva sute de luptători, pentru ca în momentul asaltului asupra orașului să li se alăture peste o sută de membri ai triburilor locale. Estimările cu privire la efectivele forțelor lui Hussein variază, dar, cel puțin în 1918, ele se ridicau la 30.000 de oameni. 
Trebuie subliniat și faptul că la începuturile revoltei, forțele lui Hussein au fost formate în principal din beduini și alți membri ai unor triburi nomade ale deșertului, care s-au dovedit aliați instabili, loiali în principal triburilor lor și mai puțin cauzei generale. Feisal a sperat că va putea să convingă soldații arabi din rândul armatei otomane să treacă de partea rebeliunii și să se alăture cauzei sale. Pentru ca să prevină dezertarea soldaților arabi, conducerea otomană a trimis grosul trupelor arabe pe fronturile europene ale războiului și astfel doar un număr redus de dezertori arabi s-a alăturat lui Feisal. 
Principala contribuție a Revoltei arabilor la victoria Aliaților a fost blocarea a zeci de mii de soldați otomani în regiune, care altfel ar fi putut fi folosiți pentru atacarea Suezului. Britanicii au fost astfel capabili să desfășoare operațiuni militare fără a fi amenințați de un posibil atac otoman. Aceasta a fost de altfel principala justificare a britanicilor în sprijinirea revoltei, un exemplu clasic de război asimetric, studiat cu atenție de militari și istorici de atunci și din zilele noastre.

## Luptele

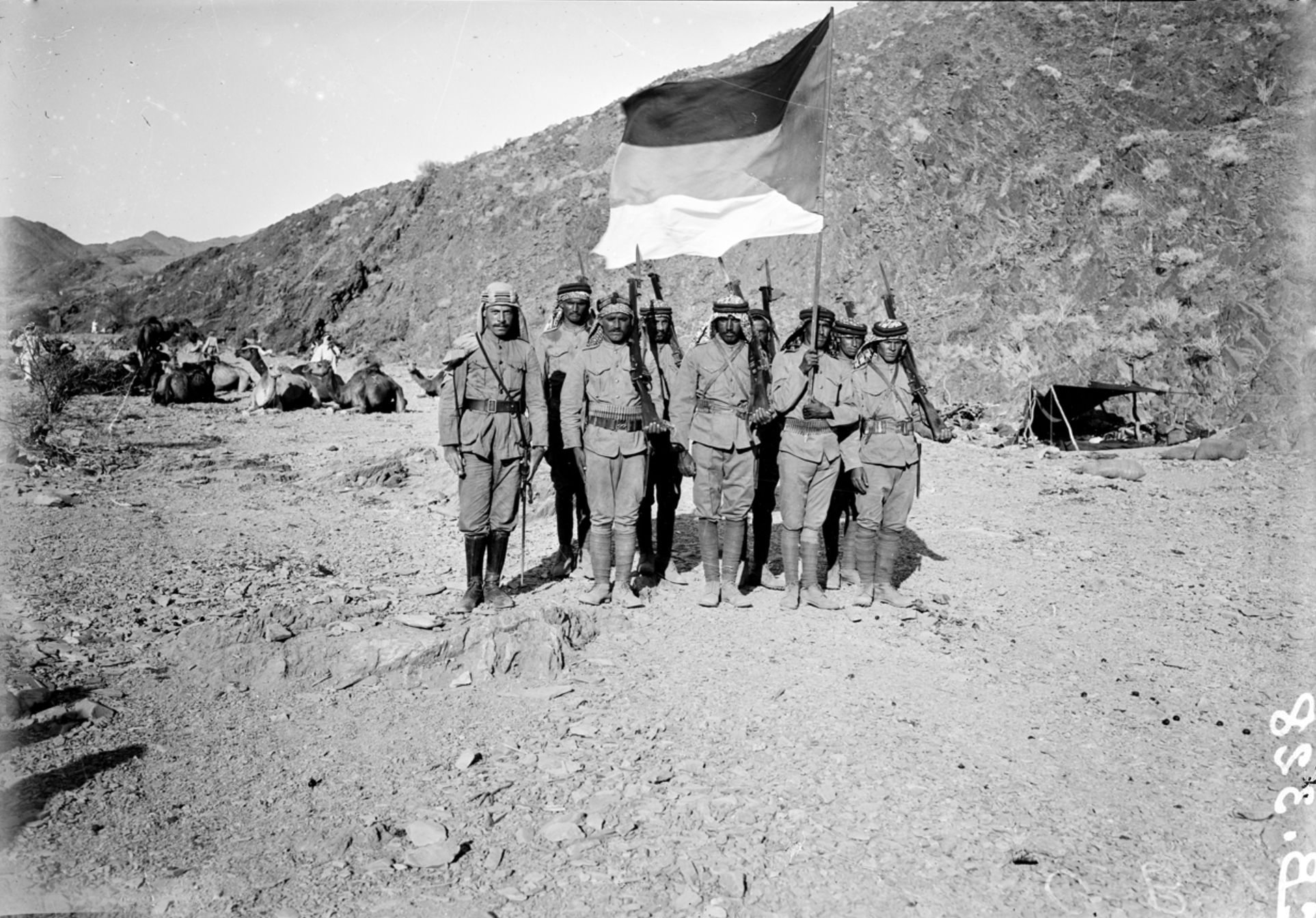
Soldați arabi în timpul Revoltei din 1916–1918.

Imperiul Otoman a luat parte la luptele de pe teatrul de război din Orientul Mijlociu în conformitate cu termenii Tratatului de alianță germano-otoman. O serie de lideri naționaliști arabi marcanți din Damasc și Beirut au fost arestați și mai apoi torturați de către autoritățile otomane. Drapelul rezistenței arabe a fost conceput de Mark Sykes. 

### Preludiul
Datorită represiunilor ordonate de guvernul otoman și de aliații lor (Puterile Centrale), Marele Sharif Hussein, liderul naționaliștilor arabi, a acceptat să se alieze cu Regatul Unit și Franța împotriva otomanilor. Data la care shariful a acceptat alianța este încă subiect de dispută, cel mai probabil fiind vorba de 8 iunie 1916.  Această alianță a fost facilitată de un misterios tânăr ofițer otoman, Muhammed Sharif al-Faruqi.  
Hussein controla o armată de aproximativ 50.000 de oameni, dar doar 10.000 aveau arme de foc. Shariful dispunea de anumite informații conform cărora otomanii doreau să-l îndepărteze din funcție la sfârșitul războiului, acesta fiind motivul pentru care a luat inițiativa să poarte un schimb de scrisori cu Înaltul comisar  Henry McMahon. Acesta din urmă l-a convins să se alăture eforturilor de război al Triplei Antante și i-a promis în schimb crearea unui imperiu arab care s-ar fi întins din Egipt până în Persia, cu excepția posesiunilor sau zonelor de interes britanice și franceze precum Kuweitul, Adenul și litoralul sirian. Flota franco-britanică distrusese forțele navale otomane din Marea Roșie încă de la începutul războiului.  Portul Jidda a fost atacat pe 10 iunie 1916 de 3.500 de arabi, care au fost sprijiniți de pe mare de vasele de război și hidroavioanele britanice. Garnizoana otomană s-a predat pe 16 iunie. Până la sfârșitul lunii septembrie 1916, arabii preluaseră cu ajutorul Royal Navy controlul asupra orașelor de coastă Rabegh, Yenbo, Qunfida și luaseră aproximativ 6.000 de prizonieri otomani. În Hejaz erau cantonați în acel moment încă aproximativ 15.000 de soldați otomani. Atacul efectuat de forțele arabe asupra Medinei s-a încheiat cu o înfrângere sângeroasă.

### 1916 - T. E. Lawrence

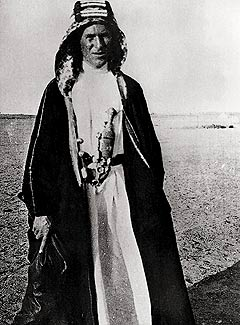
Lawrence la Rabegh, la nord de Jidda, 1917

În octombrie 1916, forțele britanice din Egipt l-au trimis pe tânărul căpitan T. E. Lawrence să-i sprijine pe arabi în lupta lor..  Lawrence a obținut sprijinul din partea Royal Navy sprijinul pentru respingerea atacului otoman asupra orașului Yenbo din decembrie 1916. Principala contribuție a lui  Lawrence la Revolta arabă a fost convingerea unora dintre cei mai importanți lideri arabi ai momentului, Faisal și Abdulah să-și coordoneze eforturile în sprijinul obiectivelor britanice. El i-a convins pe arabi să renunțe la un nou atac împotriva otomanilor la Medina. În schimb, i-a convins să atace în mod repetat calea ferată Hejaz. Aceste acțiuni au blocat numeroase trupe otomane obligate să apere calea ferată și să o repare de fiecare dată când era atacată. 
Orașul litoral Wejh a fost ales drept bază pentru atacurile împotriva căii ferate Hejaz. Pe 3 ianuarie 1917, Faisal a declanșat un marș spre nord pentru cucerirea orașului de-a lungul litoralului Mării Roșii întreprins de forță de aproximativ 5.100 soldați pe cămile, 5.300 de infanteriști, dotați cu patru tunuri de munte Krupp, zece mitraliere. Proviziile erau transportate cu 380 de cămile de povară. Acest convoi, care se îndrepta spre Weijh, a fost reaprovizionat de vasele militare ale Royal Navy. În timp ce garnizoana de 800 de otomani se pregătea să respingă atacul ce avea să vină dinspre sud, dinspre nord a atacat o subunitate de 400 de arabi și 200 de britanici debarcați de pe vasele Royal Navy pe 23 ianuarie 1917. Orașul  Wejh a capitulat după lupte care au durat 36 de ore, iar otomanii au renunțat la atacul pe direcția Mecca și au ocupat în schimb poziții defensive în Medina. De asemenea, otomanii au plasat garnizoane mici de-a lungul căii ferate Hejaz. Forța arabă, organizată în trei grupuri mari, și-a crescut efectivele la aproximativ 70.000 de oameni, înarmați cu 28.000 de puști. În timp ce grupul lui Ali amenința Medina, Abdullah opera dinspre Wadi Aid, atacând liniile de comunicație otomane, iar Faisal ataca dispre Wejh. Atacurile unităților de arabi pe cămile puteau să acopere distanțe uriașe, până la 1.600 km. În aceste raiduri, militarii își transportau pe cămile toate proviziile necesare, iar apa și-o procurau din fântânile aflate în deșert, uneori la distanțe mari de până la 160 km una de alta.

### 1917

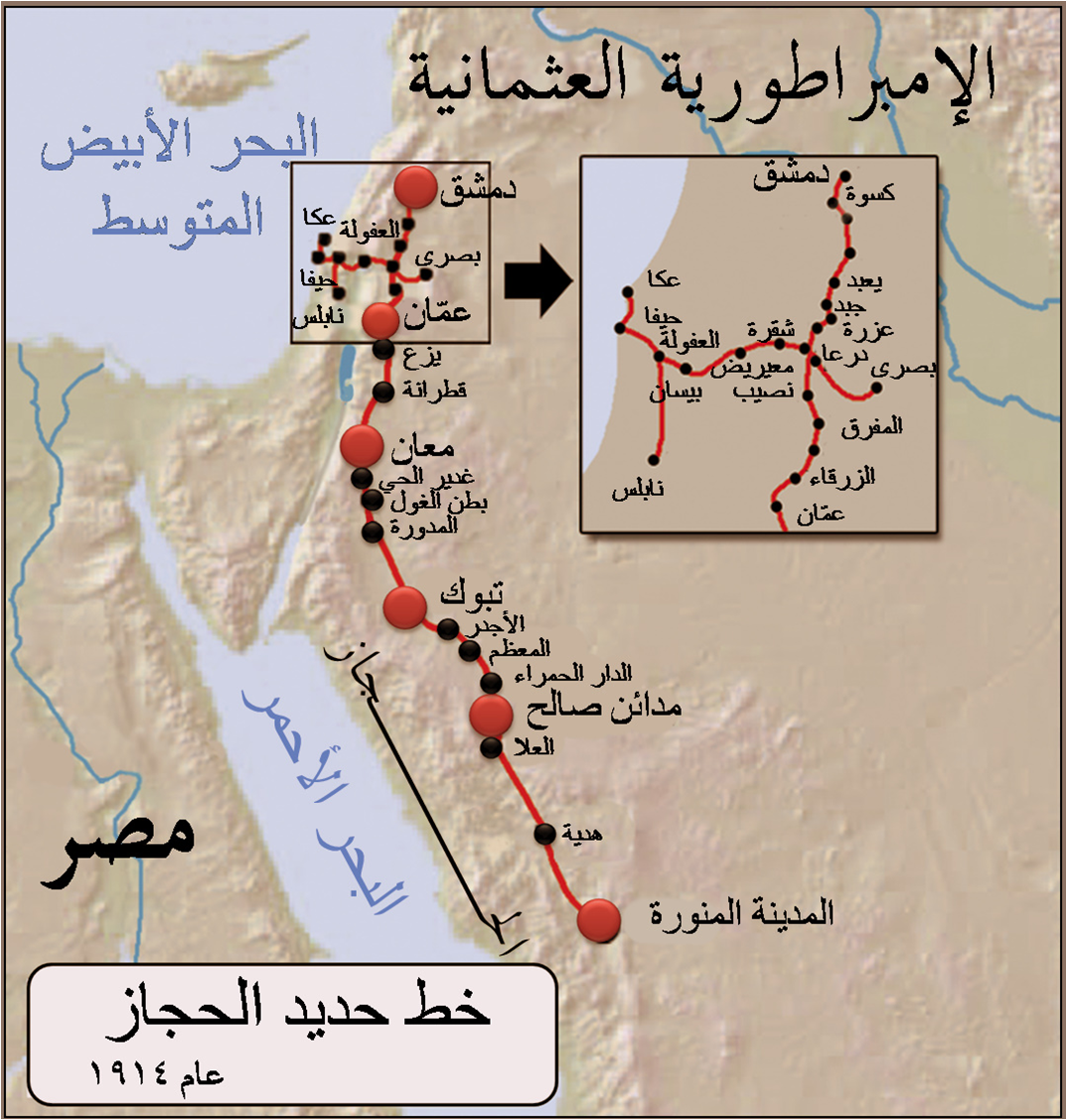
Harta căii ferate Hejaz (ruta pelerinilor de la Damasc la Mecca). Această cale ferată a fost construită cu mari costuri de către otomani la începutul secolului al XX-lea și a devenit principalul obiectiv al atacurilor arabilor în timpul primei conflagrații mondiale.

În 1917, Lawrence a organizat o acțiune comună a milițiilor arabe și a forțelor comandate de Auda Abu Tayi (care până atunci luptase de partea otomanilor) împotriva orașului-port Aqaba. Aqaba era singurul port la Marea Roșie rămas în mâinile otomanilor. De aici, otomanii amenințau flancul stâng al „Forței expediționare egiptene”, care era destinată invaziei din Palestina. Cucerirea portului Aqaba urma să faciliteze transportul de trupe, muniții, arme și provizii de către britanici pentru arabi.. Lawrence și Auda au părăsit orașul Wedj pe 9 mai 1917 cu un grup de 40 de oameni pentru recrutarea din Siria a unor militari capabili să lupte de pe cămile. Pe 6 iulie, după un atac terestru de amploare, portul Aqaba a fost cucerit de arabi. Lawrence a plecat mai apoi la peste 200 km pe malul Suezului pentru ca să aranjeze livrarea de provizii pentru cei 2.500 de arabi și cei  700 de prizonieri otomani din Aqaba. În scurtă vreme, orașul-port a fost ocupat și de o flotilă anglo-franceză, (vase de război și hidroavioane), care urma să-i sprijine pe arabi în acțiunile lor ofensive. Spre sfârșitul aceluiași an, arabii au întreprins raiduri de mică amploare împotriva pozițiilor otomane pentru sprijinirea atacului de iarnă al britanicilor împotriva  liniei defensive otomane Gaza-Bersheeba. Victoria britanicilor a dus la ocuparea Ierusalimului chiar înaintea celebrării Crăciunului anului 1917.

### 1918 – creșterea sprijinului aliat și încetarea ostilităților
În momentul cuceririi orașului Aqaba, numeroși ofițeri de origine arabă se alăturaseră campaniei lui Faisal. Un număr mare de ofițeri și consilieri militari britanici conduși Stewart F. Newcombe și Cyril E. Wilson au venit în sprijinul arabilor, aducându-le puști, explosivi, mortiere și mitraliere. În schimb, britanicii le-au oferit arabilor un număr foarte redus de piese de artilerie, datorită crizei de astfel de arme din depozitele aliate. Faisal dispunea de un număr redus de tunuri montane. Alături de arabi au mai luptat și soldați egipteni și indieni, în special ca mitraliori. Britanicii i-au sprijinit pe arabi cu un anumit număr de mașini blindate, iar aviația britanică a sprijinit revolta pe parcursul tuturor campaniilor. Pentru o scurtă perioadă de timp, alături de arabi a luptat și întreaga brigadă de cămilieri australieni. Francezii au trimis un mic contingent să lupte alături de arabi, în ciuda relațiilor tensionate pe care le aveau cu aceștia din urmă, datorită pretențiilor imperiale publice asupra Siriei
Sub directa conducere a lui Lawrence, Wilson și a altor câțiva ofițeri, arabii au o serie de atacuri încununate de succes împotriva căii ferate Hajaz, în timpul cărora au reușit să captureze provizii, să distrugă locomotive, vagoane și porțiuni de cale ferată și, în cele din urmă, să blocheze mii de soldați otomani în regiune. În ianuarie 1918, într-una dintre cele mai ample acțiuni militare ale revoltei, forțele arabe au înfrânt o mare unitate otomană în apropierea satului Tafileh, producând peste 1.000 de victime în rândurile otomanilor, cu prețul a mai puțin de 40 de morți din propriile trupe. 
În 1918, cavaleria arabă și-a crescut mult efectivele și a fost capabilă să asigure informații prețioase aliaților cu privire la pozițiile otomane. De asemenea, cavaleria arabă a hărțuit neîntrerupt liniile de comunicație otomane, a atacat coloanele de aprovizionare, căile ferate și garnizoanele mai mici ale acestora. Arabii au obținut o victorie foarte importantă pe 27 septembrie, când o întreagă brigadă otomano-germană a fost distrusă în timpul retragerii ei din Mezerib în dreptul satului Tafas. În parte și datorită acestei ultime victorii, ofensiva britanică de la Megiddo a fost un succes răsunător. Armata otomană aflată în retragere dezordonată a fost urmărită pe parcursul a cel puțin 10 zile după încheierea bătăliei. Comandantul britanic, generalul Allenby, l-a lăudat pe Faisal pentru rolul jucat de arabi în această victorie: „Trimit Maiestății Voastre salutul meu și cele mai cordiale felicitări în legătură cu marea realizare a bravelor voastre trupe… Mulțumită eforturilor noastre combinate, armata otomană se află pretutindeni în retragere completă”.
Primele forțe ale arabilor care au ajuns la Damasc pe 30 septembrie 1918 au fost cavaleria pe cămile a Sharifului Hashemit și cavaleria tribului Ruwallah, sub comanda lui  Nuri Sha'lan. Grosul acestor trupe a rămas în afara orașului, în așteptarea sosirii Sharifului Faisal. Numai un mic grup de cavaleriști a fost timis în oraș, unde au găsit arborat deja drapelul Reboltei Arabe de către naționaliștii supraviețuitori. În seara aceleiași zile, cavaleria ușoară australiană a intrat de asemenea în oraș. Auda Abu Ta'yi, T. E. Lawrence și restul trupelor arabe au intrat în Damasc a doua zi, 1 octombrie. La sfârșitul războiului, „Forța expedițonară egipteană” reușise să ocupe Palestina, Transiordania, Libanul și o bună parte a Peninsulei Arabe și a sudului Sirie. Orașul Medina, deși izolat de restul Imperiului Otoman, nu s-a predat decât în ianuarie 1919. 

## Urmări
Vedeți și: Împărțirea Imperiului Otoman 

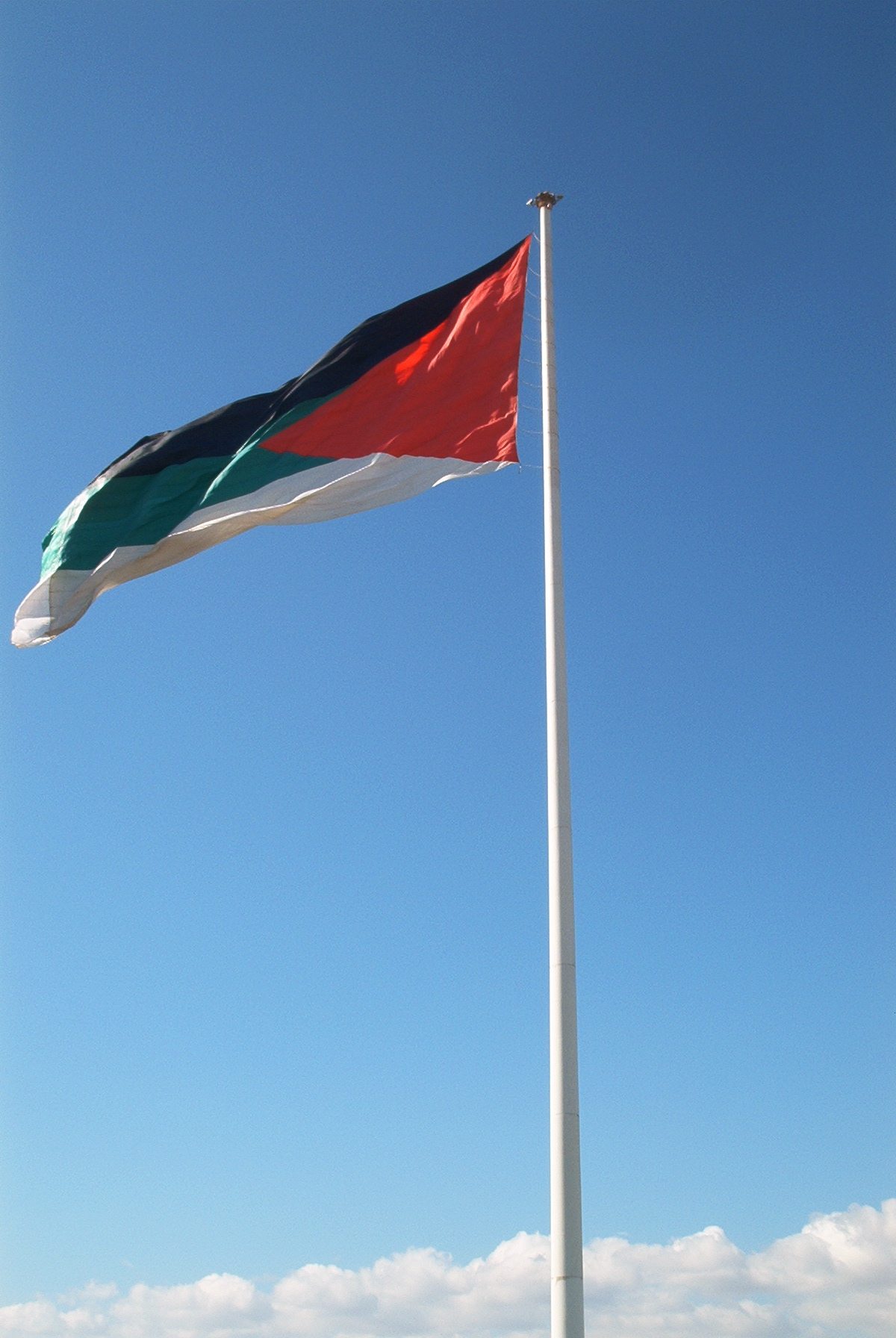
Drapelul Revoltei Arabe, Aqaba, 2006

Regatul Unit promisese în timpul negocierilor Hussein-McMahon că va sprijini independența arabilor dacă ei se vor ridica la luptă împotriva otomanilor. Cele două părți au interpretat în mod diferit prevederile acestei înțelegeri. La încheierea luptelor, Regatul Unit și Franța nu au mai respectat promisiunile inițiale și au împărțit regiunea în conformitate cu Acordul Sykes-Picot, într-un mod care îi dezavantaja clar pe arabi. În același timp, situația a fost complicată și de textul Declarației Balfour din 1917, prin care guvernul de la Londra promitea crearea unui „cămin național evreiesc” în Palestina. Regiunea Hejaz a Arabiei apusene a devenit un stat independent aflat sub controlul lui Hussein până în 1927, când britanicii au schimbat alianțele și au sprijinit familia al Saud, ceea ce a dus la încorporarea ei în Arabia Saudită. În acest fel s-a pus capăt a peste 600 de ani de stăpânire a Hashemiților asupra locurilor sfinte ale islamului.